# Gustav Preyer

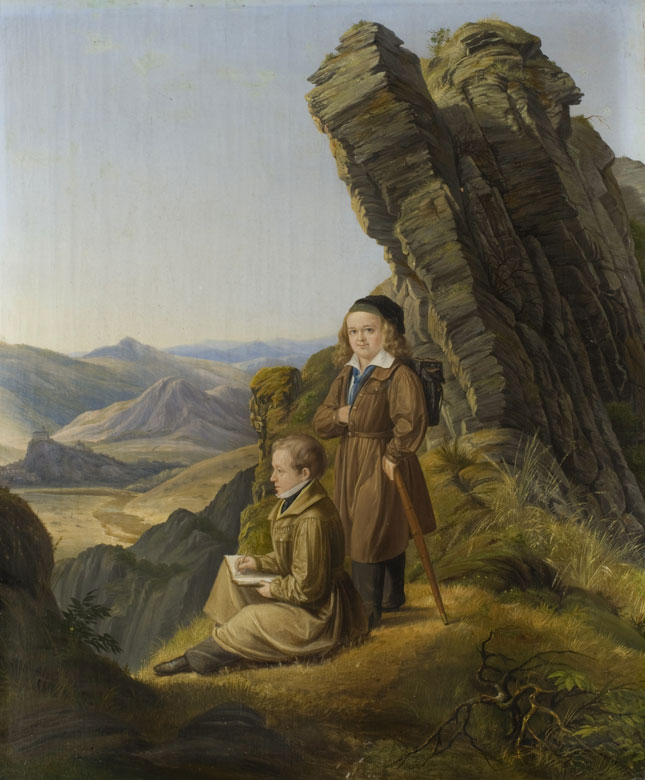
Die Brüder Preyer, Gemälde von Josef Winkelirer: Johann Wilhelm Preyer (stehend) und Gustav Preyer (sitzend) als Eifelmaler um 1830

Gustav Preyer  (* 3. Mai 1801 in Wermelskirchen; † 8. November 1839 in München) war ein deutscher Landschaftsmaler.

## Leben
Er war der ältere Bruder von Louise Preyer und Johann Wilhelm Preyer und wuchs ab 1813 in Eschweiler auf. Wie sein Bruder war er kleinwüchsig, jedoch „einen Fingerbreit größer“ als jener.
Gustav Preyer wurde Schüler von Peter Cornelius und Wilhelm Schadow an der Königlichen Kunstakademie zu Düsseldorf und etablierte sich im Kunstfach Landschaft.
1837 ging er mit seinem Bruder Johann Wilhelm Preyer nach München und stellte unter anderem in den Sälen des Kunstvereins München seine Arbeiten aus. Nach einer Studienreise im bayerischen Gebirge im Sommer 1839 verstarb Gustav Preyer in seinem Atelier in München.